# ITGAM
L'ITGAM (pour « Integrin alpha M »), ou CD11B est une protéine de type intégrine et cluster de différenciation. Son gène est ITGAM porté sur le chromosome 16 humain.

## Rôles
Il forme, avec le CD18, le Mac-1 (« Macrophage-1 antigen »). Il inhibe le signal des récepteurs de type Toll par l'intermédiaire de l'activation du SYK et du Src. Il contribue au phénomène de  tolérance (immunologie) par les lymphocytes B en inhibant son récepteur.

## En médecine
Plusieurs variants du gène est corrélé avec une augmentation du risque de survenue d'un lupus érythémateux disséminé. Il entraîne alors une dysfonction du Mac-1 au niveau des polynucléaires neutrophiles, altérant l'adhésion cellulaire par l'ICAM-1 et 2. Un variant du gène augmente plus spécifiquement le risque d'atteinte rénale et de rash de type discoïde.